# Carlos da Cunha e Menezes
Carlos da Cunha e Menezes, portugalski rimskokatoliški duhovnik, škof in kardinal, * 9. april 1759, Lizbona, † 14. december 1825, Lizbona.

## Življenjepis
4. junija 1784 je prejel duhovniško posvečenje.
23. avgusta 1819 je bil imenovan za patriarha Lizbone, 27. septembra je bil povzdignjen v kardinala in 19. decembra 1819 je prejel škofovsko posvečenje.